# John L. Sullivan (Politiker, 1891)
John L. Sullivan (* 20. Juli 1891 in Pennsylvania; † 13. Oktober 1949 in Phoenix, Arizona) war ein US-amerikanischer Offizier, Jurist und Politiker (Demokratische Partei).

## Werdegang
John L. Sullivan zog irgendwann nach Arizona. Er studierte Jura und praktizierte dann als Anwalt.
Während des Ersten und Zweiten Weltkrieges diente er als Reservist in der Infanterie mit dem Dienstgrad eines Captains.
Sullivan wurde 1934 zum Attorney General von Arizona gewählt. Bei der demokratischen Nominierung im Jahr 1936 erlitt er aber eine Niederlage gegenüber dem Demokraten Joe Conway. Sullivan bekleidete den Posten von 1935 bis 1937. Danach kandidierte er 1942 erfolglos für die demokratische Nominierung im ersten Wahlbezirk von Arizona für den US-Kongress. Sein Herausforderer John Robert Murdock ging damals als Sieger aus dem Rennen und wurde in den folgenden Wahlen in den US-Kongress gewählt. Nach dem Rücktritt von Conway im Januar 1944 wurde er dann wieder zum Attorney General von Arizona gewählt und 1946 wiedergewählt. Er bekleidete den Posten von 1944 bis 1949.
Anfang der 1940er Jahre gab es Anstrengungen, in Arizona das Glücksspiel zu legalisieren. Dafür sprachen folgende Gründe: Der damalige Attorney General von Kalifornien Earl Warren schloss 1939 alle Glücksspieleinrichtungen in Kalifornien, da sie nach seiner Auffassung die öffentliche Ordnung störten. Obwohl das Glücksspiel in Nevada legal war, lag Las Vegas sehr weit weg von den großen Ballungszentren. Durch die Legalisierung des Glücksspiels konnten zusätzliche Staatseinnahmen generiert werden. Sullivan konnte während dieser Zeit durch die Gebrüder Russell „Bus“ und William „Bill“ Sheffler für das Vorhaben gewonnen werden. Die Petition Nr. 302, auch als „Sullivan Act“ bekannt, sollte nur ein Casino pro County gestatten. Zu jener Zeit bildete das damalige Yuma County den größten Teil der Grenze mit Kalifornien, bevor 1983 der nördliche Teil abgetrennt und das La Paz County gegründet wurde. Die Shefflers betrieben dort das einzige Casino und zwar in Salome (Arizona). Das Potential für Staatseinnahmen und Wachstum war enorm. Der durchgeführte Volksentscheid sprach sich aber gegen die Petition aus und zwar mit 70.154 zu 43.564 Stimmen. Sullivan wurde später nachgesagt, Bestechungsgelder von Leuten angenommen zu haben, welche Glücksspielhäuser an der alten Route 66 betrieben.
Er heiratete 1936 Ethel M. Fisher (1912–2005), Tochter von Effie B. Fisher.
Nach seinem Tod 1949 in Phoenix wurde er dort auf dem Saint Francis Cemetery beigesetzt.